# 圣米尼亚托大殿

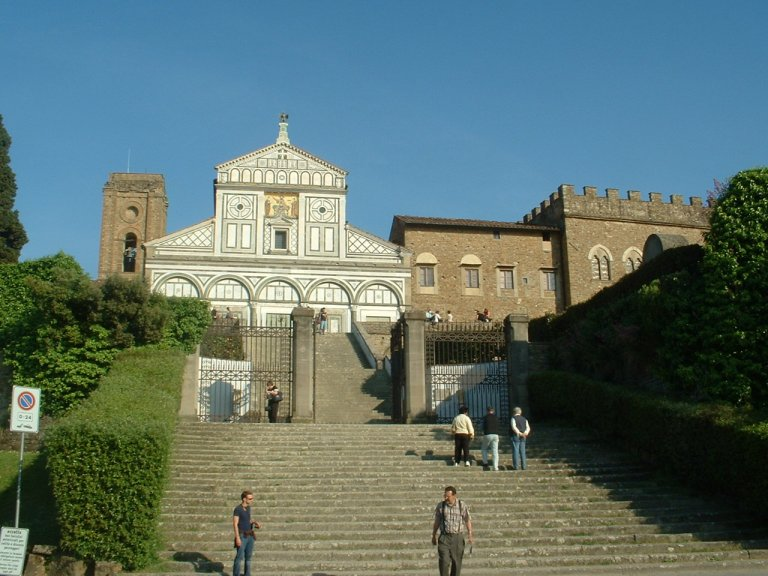
圣米尼亚托大殿

圣米尼亚托大殿（Basilica di San Miniato al Monte），是一座罗马天主教的宗座圣殿，坐落在佛罗伦萨的制高点之一，被称为托斯卡纳最好的罗曼式建筑，以及意大利最美丽的教堂之一。
圣米尼亚托是一位在皇帝Decius时期效力于罗马军队的亚美尼亚王子，他被指控为基督徒，被带到扎营在佛罗伦萨的城门外的皇帝面前。皇帝下令将他扔在露天剧场喂野兽，但是豹拒绝吞噬他。于是在场的皇帝下令将他斩首，据称他拾起自己的头颅，渡过阿诺河，走到山上。

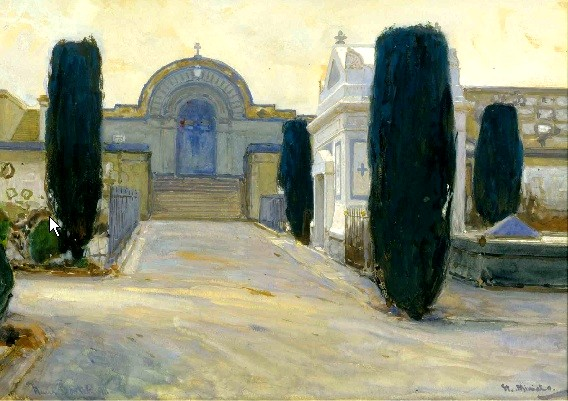
墓地